# Strobilanthes filiformis
Strobilanthes filiformis är en akantusväxtart som beskrevs av Carl Ludwig von Blume. Strobilanthes filiformis ingår i släktet Strobilanthes och familjen akantusväxter. Inga underarter finns listade i Catalogue of Life.